# Festa de la Vecchia
La Festa de la Vecchia ("Festa de la Vella") és una celebració d'origen pagà que es remunta a la prehistòria i que se celebra al nord d'Itàlia el mes de març, quan acaba l'hivern i comença la primavera, si bé segons la data i la forma de celebrar-ho pot variar una mica de poble en poble.
Consisteix a fer un ninot gegant amb forma i faccions de vella a qui es fa un judici i se l'acusa de totes les misèries de l'hivern. El judici acaba sempre quan es condemna la vella a ser cremada a la foguera. La foguera representa una ofrena a l'arribada del bon temps, que ha de portar riquesa i prosperitat al poble. Després de la foguera s'acostuma a menjar dolços típics de la zona.
Segons la tradició prehistòrica, durant aquesta festivitat s'oferien sacrificis humans.